# Paspahegh
Paspahegh, jedno od 30 plemena algonkinske konfederacije Powhatan, čije se plemensko područje nalazilo između rijeka Chickahominy i James u dašnjoj Virginiji. Njihovo istoimeno naselje Paspahegh, bilo je smješteno na južnoj obali Jamesa u okrugu Charles City, a Englezi su ga zapalili 1610.
Populacija im je iznosila je oko 200 1608.